# Ерали, Аленбек Хамзаулы
Аленбек Хамзаулы Ерали (8 июня 1940, Алма-Ата — 6 февраля 2020) — казахский учёный-экономист, академик Казахской национальной академии естественных наук и Международной академии наук экологии и безопасности железных дорог, профессор Казахского политехнического института им В И Ленина.

## Биография
Родился в Алма-Ате, окончил среднюю школу № 52 им. М. Габдулина. Отец — Хамза Садуакасулы Ералиев, был одним из ведущих актёров Казахского драматического театра имени Мухтара Ауэзова, погиб 9 декабря 1943 года, в боях на украинском фронте Великой Отечественной войны, в звании старшего лейтенанта. Мать — Шырын Садвакасова, ветеран труда, ушла из жизни в 1993 году.
Окончил Казахский государственный университет (1957—1962) по специальности «Экономика промышленности», квалификация: экономист; аспирантура московского инженерно-экономического института имени С. Орджоникидзе (1967—1970). Докторская диссертация «Управление в социальных и экономических системах. Социально- экономическое развитие промышленности крупного города в условиях перехода к рынку» (1993).
Ералы был пионером в создании в 1991 году первого республиканского совета защиты прав потребителей. Им было инициировано принятие Закона РК «О защите прав потребителей». В 1996 году решением Главной аттестационной комиссии Академии естественных наук РК ему присвоено ученое звание профессора экономики.

### Трудовая деятельность
В 1962—1964 годах работал техником на Алма-Атинском заводе тяжелого машиностроения. После этого ушёл в науку: в 1964—1967 годах занимал должность младшего, а затем старшего научного сотрудника НИИ химических машин ГПИ[неизвестный термин]. В 1967 году поступил в аспирантуру Московского инженерно-экономического института имени С. Орджоникидзе.
В 1970 году после досрочной защиты кандидатской диссертации получил направление в Казахский политехнический институт. Там он работал старшим преподавателем, доцентом кафедры «Экономика, организация и планирование металлургической промышленности» до 1976 года. Затем стал заведующим кафедры «Экономика, организация и планирование металлургической промышленности» того же института (1977—1992). В 1992—1996 годах — проректор, заведующий кафедрой Республиканского центра повышения квалификации энергетиков Министерства энергетики и топливных ресурсов Республики Казахстан.
В 1995 году стал академиком Академии естественных наук (в 2009 преобразована в Казахскую национальную академию естественных наук), с 2002 — академик Международной экономической академии Евразии, в 2003—2005 годах — член экспертного совета Высшей аттестационной комиссии Казахской национальной академии естественных наук. С 2009 года академик Международной академии наук экологии и безопасности железных дорог.
В 2006—2014 годах — профессор кафедры «Финансы и кредит», «Экономика промышленности» в Казахском национальном техническом университете.
С 2009 года — профессор кафедры «Финансы» ИЭиБ Казахского национального технического университета, руководитель Международного центра мониторинга учебных и научных программ.

### Семья
Супруга — Рауза Бейсембаевна Ералиева (р. 1936), художница

### Публицистические работы и библиография
- Etapy otvetvoeho proghzovani//Moderni Rizeni — Praga 1973. № 10. стр.43-47
- Ekonomika efektivnost organizace a Rizeni vyrobnich gdzuremi// Moderni Rizeni — Praga 1973. № 11. стр.57-63
- На основе паспортизации//Народное хозяйство Казахстана — 1985. — № 7. стр.22-24/совместно с В. А. Калмыковой/
- Развитие промышленного производства// Народное хозяйство Казахстана — 1986. — № 11. — стр.16-18/совместно с А. А. Юсупбаевым/
- В надежде на авось//Экономическая газета — 1987. — № 44. — стр.8/совместно с А. А. Юсупбаевым, И.Ибрагимовым, Е.Козловым/
- Интересы потребителей под защиту//Казахстан — экономика и жизнь. — 1995. — № 7. стр.38 — 44
- Подготовку на новую основу//Казахстан — экономика и жизнь. — 1995. — № 7. стр.19 −20
- В перекрестке плюсов и минусов. Что нравится, а что не очень иностранным партнёрам Казахстана//Азия — экономика и жизнь. — 1997. — № 20. — стр.8
- Можно ли управлять тарифами в электроэнергетике//Азия — экономика и жизнь. — 1997. — № 19. — стр.6
- Реальный доход среднего вузовского педагога// Деловой мир Казахстана. — 1998. — № 2,3. — стр.49

Монографии:
- «Тенденции развития ТЭК (зарубежный и казахстанский опыт)», 2007 г., 162 с., — Алматы, изд. «Печатное дело»;
- «Экономическая деятельность Т.Рыскулова в Центральной Азии», — Алматы, МОН, 2012, с. 227—264;
- «Экономика предприятия»: учебник — Алматы: КазНТУ, 2010, с.232.

### Награды и почётные звания
- Орден В. И. Вернадского «За услуги в науке» от МАНЭ и БЖД Российской Федерации[источник не указан 1025 дней];
- Медаль «За освоение целинных и залежных земель»[источник не указан 1025 дней];
- Медаль «Ветеран труда»;
- Медаль «За безупречную службу»;
- Медаль «Тыңға 50 жыл» («50 лет целине»);
- Почётный диплом и Золотая медаль «Лидер знаний» от Союза учёных РК;
- Нагрудной знак «Почётный работник образования РК»[источник не указан 1025 дней].